# Ито, Киёнага
Киёнага Ито (яп. 伊藤 清永; 24 февраля 1911, Хиого — 5 июня 2001) — японский художник западного стиля, лауреат премии Японской академии искусств и Императорской премии (1976).
В художественном музее города Тоёока в честь Ито установлен мемориал.

## Биография
В 14 лет начал учиться масляной живописи в художественной школе. После окончания средней школы в 1928 году стал учеником Саборосукэ Окады в его институте живописи. В 1929 году учился в токийской художественной школе, позже переименованной в Токийский университет искусств.
В 1931 году прошла выставка, которая экспонировалась в «других мероприятиях, проводимых на Ютен-дзи пейзаж». Ито впервые выставил на ней свою работу, а затем в 1933 году на «10-й выставке Белой премии».
В 1947 году в Хиого учился на факультете по рисованию. В этом году, рисуя картину с нуля, сменил направление, и начал рисовать «ню». В том же году, на «3-й выставке изобразительных искусств» стал победителем со своей картиной «Образ женщины».
Последние годы жизни получил большое количество наград и премий, в 1996 году был награждён орденом. Умер от острой сердечной недостаточности 5 июня 2001 года.

## Работы и награды
| Год  | Название                                | Название премии |
| ---- | --------------------------------------- | --- |
| 1931 | «Другие мероприятия по Ютен-дзи пейзаж» | выбрано для выставки                                                                                                   |
| 1933 | «Утром 路次»                            | награда 10-й выставки Белой премии                                                                                     |
| 1936 | «磯人»                                  | Бантен аудит выставки                                                                                                  |
| 1947 | «Я-образе миссис».                      | награда третьей ежегодной выставки изобразительных искусств                                                            |
| 1948 | «Номер»                                 | 4-й ежегодный выставочный зал изобразительных искусств, специальный отбор                                              |
| 1976 | «Шугуан»                                | Выставки изобразительных искусств, премьер-министра и премии Японской академии искусств, а также Императорской премии. |
| 1989 | -                                       | честь горожан |
| 1991 | -                                       | культурные заслуги |
| 1996 | -                                       | Порядок культуры |